# القصير (الوجه)
القصير هو موقع أثري يقع جنوب مدينة الوجه الواقع إلى الشمال الغربي من المملكة العربية السعودية.

## الوصف
يقع على بعد 45 كم جنوب مدينة الوجه على مقربة من أرس كركمة، وقد ذكر هذا الميناء في المصادر الكلاسيكية التي تحدثت عن حملة القائد الروماني آليوس جالوس الفاشلة على الجزيرة العربية سنة 25 / 24 ق.م٬ وتشير تلك المصادر إلى أن آليوس جالوس عاد بفلول جيشه إلى مصر من ميناء في أرض عبادة ملك الأنباط أطلقت عليه اسم أكرا كومي (Ekra Kome) أو نيك اركومي (Negra Kome). وقد وقع خلاف في تحديد موقع هذا الميناء بين الباحثين الذين تحدثوا عن المواقع في شمال غرب المملكة العربية السعودية٬ وقد أثبتت الدراسات والأبحاث الميدانية التي أجريت عام 1413 هـ / 1992م أنه يقع في موقع القصير الواقع على بعد 45 كم٬ جنوب مدينة الوجه٬ عند مصب وادي الحمض٬ وأثبتت المجسات الأثرية التي أجراها أن الموقع يحوي معبدًا نبطيًا مبنيًا بحجارة الرخام تجاوره تلال أثرية تنتشر على سطحها كسر من أنواع الفخار النبطي٬ كما عثر في المعبد على رسوم صخرية٬ ونقوش٬ ومخربشات بالخط المعروف بالخط الثمودي٬ وكسر تماثيل طيور وحيوانات مصنوعة من البرونز.

## المعبد
يتصل المعبد بطريق ترابي ممهد يسير بموازاة ساحل البحر بشكل متقطع إلى مسافة تقارب 10 كم٬ وينتهي في مرسى كركمة المعروف باسم المريسي تصغير مرسى٬ وفي هذا المرسى عُثر على بقايا وحدات معمارية مبنية بالحجر المرجاني٬ وكسر فخارية وزجاجية مشابهة للكسر النبطية التي عُثر عليها حول المعبد٬ بالإضافة إلى بقايا أرصفة متكسرة على ساحل البحر.

## علاقة الموقع بأكرا كومي
وتثبت الأدلة الأثرية على وجود علاقة بين المرسى وميناء أكرا كومي في المصادر القديمة٬ وأن ميناء أكرا كومي هو ميناء الحجر الرئيس في تلك الفترة:
- أن مرسى كركمة هو أقرب ميناء على البحر الأحمر لمنطقة الحجر والعلا٬ ويبعد عنها مسافة 170 كم ويرتبط بها بطريق يسمى الخرار.
- وجود بقايا الأرصفة وآثار ميناء مرتبطة بمواد أثرية يعود تاريخها إلى العصر النبطي٬ وهو العصر الذي يعود إليه ميناء أكرا كومي.
- وجود طراز عمارة الحجر (مدائن صالح) في المعبد القريب من الميناء.
- وجود كتابات بالموقع بالخط الذي كان مستخدمًا في منطقة الحجر في تلك الفترة.
- أن المنطقة القريبة من موقعي المعبد والميناء ما تزال حتى الآن تحمل اسم اكرا٬ وهو اسم قريب للاسم الذي ورد ذكره في المصادر الكلاسيكية.